# Terral (álbum de Pablo Alborán)
Terral é o terceiro álbum de estúdio do cantor e compositor espanhol Pablo Alborán, lançado em 11 de novembro de 2014 pela Warner Music.

## Antecedentes e gravação

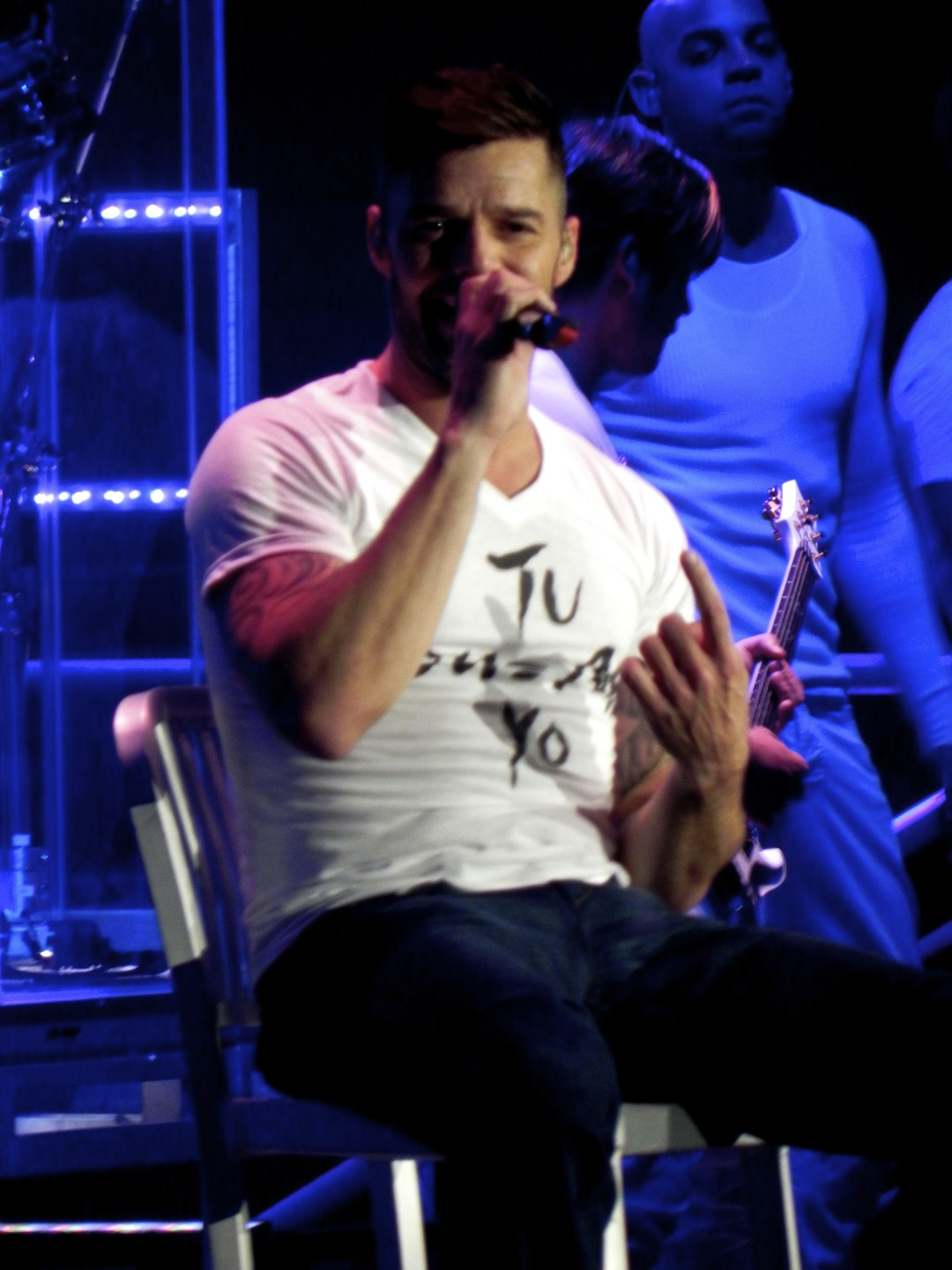
O porto-riquenho Ricky Martin compôs junto a Alborán para o projeto.

Em março de 2014, após concluir a excursão para promover o êxito comercial e crítico do seu álbum, Tanto de 2012, o cantor revelou através da rede social Twitter que iria tirar uns meses para descansar, todavia, em 22 de abril, regressou ao Twitter para confirmar que já trabalhara em seu próximo projeto, afirmando: "Desejando compartilhar com vocês novos sons e ritmos. Preparando à alma para o que está por vir. beijo." Sendo que em fevereiro, Alborán já havia revelado a participação de Ricky Martin no disco. O artista compôs a música com Martin na Índia. O cantor também escreveu os temas durante suas passagens em Londres e na França.
Em 4 de agosto de 2014, a EMI Music revelou em entrevista ao ¡Hola! que em breve os fãs do artista conheceriam os detalhes de seu terceiro álbum, afirmando: "Entre eta semana e a semana que vem". A editora ainda revelou que estava gravando o vídeo musical que acompanha o carro-chefe na Espanha e que não havia data definida para o lançamento do álbum, declarando: "A máquina já está em vigor, as entrevistas começaram após o verão e, apesar de ainda não está fechada a data definitiva do lançamento do álbum, será entre setembro e novembro."
O disco foi gravado em Los Angeles, Estados Unidos nos estúdios Squawkbox durante o primeiro semestre de 2014. Alborán esteve acompanhado por um grupo de músicos local e contou com a colaboração de Eric Rosse na produção.

## Singles
"Por fin" foi lançada como single de avanço em 16 de setembro de 2014. Foi escrita pelo próprio artista e produzido por Eric Rosse. A capa da obra foi divulgada em 1 de setembro e sua página no Instagram. Exemplos de versos de "Por Fin" são "Tú me has hecho mejor de lo que era y entregaría mi voz a cambio de una vida entera", trecho que o artista havia divulgado em suas páginas nas redes sociais. "Por Fin" é uma balada que fala sobre amor profundo com um clima visceral mergulhado nos vocais flamenco-pop que o distinguem. O vídeo acompanhante, filmado em Madrid, foi dirigido por Pedro Castro e publicado em 15 de setembro. "Por fin" alcançou a primeira posição da tabela padrão espanhola publicada pela Productores de Música de España (PROMUSICAE).

## Turnê Terral
- 25 de junho de 2016 -  Fex, Mexicali, Mexico[12]
- 24 de junho de 2016 - Audiorama Museo del Trompo, Tijuana, Mexico
- 22 de junho de 2016 - Auditorio Nacional, Mexico City, Mexico
- 18 de junho de 2016 - Auditorio Josefa Ortiz de Domínguez, Santiago de Querétaro, Mexico
- 16 de junho de 2016 - Teatro Universidad de Medellín, Medellín, Colombia
- 14 de junho de 2016 -  Royal Center, Bogotá, Colombia
- 11 de junho de 2016 - Movistar Arena, Santiago, Chile
- 9 de junho de 2016 - Teatro Gran Rex, Buenos Aires, Argentina
- 8 de junho de 2016 - Teatro Gran Rex, Buenos Aires, Argentina
- 5 de junho de 2016 - Teatro El Círculo, Rosario, Argentina
- 4 de junho de 2016 - Quality Espacio, Córdoba, Argentina
- 2 de junho de 2016 - Palacio Peñarol, Montevideo, Uruguai
- 28 de maio de 2016 - Anfiteatro Municipal Nuryn Sanlley, Santo Domingo, República Dominicana
- 26 de maio de 2016 - Teatro Anayansi, Panama City, Panama
- 27 de fevereiro de 2016 - Playa de Cavancha, Iquique, Chile
- 26 de fevereiro de 2016 - Viña del Mar Festival: Quinta Vergara, Viña del Mar, Chile
- 22 de novembro de 2015 - La Bodega del Valle, Ensenada, Mexico
- 21 de novembro de 2015 - Wiltern Theatre, Los Angeles, CA, Estados Unidos
- 11 de setembro de 2015 - Recinto Ferial de Pontevedra, Pontevedra, Espanha
- 4 de setembro de 2015 - Cuartel de Artillería, Murcia, Espanha
- 22 de agosto de 2015 - Plaza de Toros, Palma de Mallorca, Espanha
- 12 de agosto de 2015 - Jardí Botànic de Cap Roig, Calella de Palafrugell, Espanha
- 11 de agosto de 2015 - Jardí Botànic de Cap Roig, Calella de Palafrugell, Espanha
- 7 de agosto de 2015 - Plaza de Toros, Alicante, Espanha
- 2 de agosto de 2015 - Campo Municipal de Deportes, Lepe, Espanha
- 1 de agosto de 2015 - Estadio de Fútbol El Pozuelo, Torremolinos, Espanha
- 24 de julho de 2015 - Campo Municipal de Fútbol José Camacho, Manzanares, Espanha
- 18 de julho de 2015 - Estadio Municipal de Maspalomas, San Bartolomé de Tirajana, Espanha
- 11 de julho de 2015 - Coliseum, Corunna, Espanha
- 19 de junho de 2015 - Palau Sant Jordi, Barcelona, Espanha
- 18 de junho de 2015 - Palau Sant Jordi, Barcelona, Espanha
- 13 de junho de 2015 - Plaza de toros Las Ventas, Madrid, Espanha
- 12 de junho de 2015 - Plaza de toros Las Ventas, Madrid, Espanha
- 11 de junho de 2015 - Plaza de toros Las Ventas, Madrid, Espanha
- 6 de junho de 2015 - Auditorio Municipal, Málaga, Espanha
- 29 de maio de 2015 - Palacio de los Juegos Mediterráneos, Almería, Espanha
- 23 de maio de 2015 - MEO Arena, Lisbon, Portugal
- 22 de maio de 2015 - Estadio Municipal de la Ciudad Deportiva de Plasencia, Plasencia, Espanha
- 19 de maio de 2015 - Café de la Danse, Paris, França
- 16 de maio de 2015 - Pabellón Príncipe Felipe, Zaragoza, Espanha
- 15 de maio de 2015 - Velódromo de Anoeta, San Sebastian, Espanha
- 25 de abril de 2015 - Auditorio Telmex, Zapopan, Mexico
- 24 de abril de 2015 - Auditorio Nacional, Mexico City, Mexico
- 23 de abril de 2015 - Auditorio Banamex, Monterrey, Mexico
- 28 de março de 2015 - Centro de Convenciones de la Conmebol, Asunción, Paraguai
- 26 de março de 2015 - City Center, Rosario, Argentina
- 24 de março de 2015 - Teatro de Verano, Montevideo, Uruguai
- 21 de março de 2015 - Estadio Luna Park, Buenos Aires, Argentina
- 20 de março de 2015 -  Quality Espacio, Córdoba, Argentina
- 17 de março de 2015 - Auditorio Ángel Bustelo, Mendoza, Argentina
- 14 de março de 2015 - Enjoy, Viña del Mar, Chile
- 13 de março de 2015 -  Suractivo, Hualpén, Chile
- 11 de março de 2015 - Teatro Caupolicán, Santiago, Chile
- 07 de março de 2015 - Auditorio del Pentagonito, Lima, Peru
- 05 de março de 2015 - Ágora de la Casa de la Cultura Ecuatoriana, Quito, Ecuador
- 28 de fevereiro de 2015 - Teatro Municipal Jorge Eliécer Gaitán, Bogotá, Colombia

## Lista de faixas
| Terral |                                |         |  |
| N.º    | Título                         | Duração |  |
| 1.     | "Por fin"                      | 4:01    |  |
| 2.     | "La escalera"                  | 3:57    |  |
| 3.     | "Ecos"                         | 4:21    |  |
| 4.     | "Pasos de cero"                | 3:54    |  |
| 5.     | "Está permitido"               | 3:44    |  |
| 6.     | "Recuérdame"                   | 4:47    |  |
| 7.     | "Ahogándome en tu adiós"       | 4:12    |  |
| 8.     | "Volvería"                     | 4:21    |  |
| 9.     | "Un buen amor"                 | 4:17    |  |
| 10.    | "Vívela"                       | 3:11    |  |
| 11.    | "Gracias"                      | 4:24    |  |
| 12.    | "Quimera" (feat. Ricky Martin) | 4:20    |  |
| 13.    | "Despídete"                    | 3:48    |  |
| 14.    | "El olvido"                    | 4:49    |  |
| 15.    | "La escalera" (acústico)       | 3:56    |  |
| 16.    | "Por fin" (acústico)           | 4:00    |  |
| 17.    | "Quimera"                      | 4:20    |  |
| 18.    | "Pasos de cero documental"     | 4:32    |  |

## Desempenho nas tabelas musicais
| Tabela musical (2014)              | Melhor posição |
| ---------------------------------- | -------------- |
| Espanha (Spanish Albums Chart)     | 1              |
| Estados Unidos (Latin Albums)      | 2              |
| Estados Unidos (Latin Pop Albums)  | 1              |
| México (Mexican Albums Chart)      | 13             |
| Portugal (Portuguese Albums Chart) | 2              |

| País    | Provedor   | Certificação |
| ------- | ---------- | ------------ |
| Espanha | PROMUSICAE | 6× Platina   |

## Histórico de lançamento
| País           | Data                   | Formato          | Gravadora    |
| -------------- | ---------------------- | ---------------- | ------------ |
| Brasil         | 16 de setembro de 2014 | Download digital | Warner Music |
| Espanha        | 16 de setembro de 2014 | Download digital | Warner Music |
| Estados Unidos | 16 de setembro de 2014 | Download digital | Warner Music |
| México         | 16 de setembro de 2014 | Download digital | Warner Music |
| Portugal       | 16 de setembro de 2014 | Download digital | Warner Music |